# Forfolks
 Forfolks ist ein Jazzalbum von Jeff Parker. Die am 28. und 29. Juni 2021 in den Sholo Studios in Altadena entstandenen Aufnahmen erschienen am 10. Dezember 2021 auf  International Anthem.

## Hintergrund
Parkers drittes Album unter eigenem Namen für das Label International Anthem folgt auf The New Breed (2016), das  an Parkers verstorbenen Vater erinnerte, und Suite for Max Brown (2020), das seiner Mutter Maxine gewidmet war; es setzt den Trend der biografischen geprägten Vorgängeralben fort.
Vorfahren und Abstammung sind die Themen, die sich durch die interpretierten Titel und Melodien ziehen, wie sich auch der Albumtitel auf das dänische „forfædre“ und auf das deutsche „Vorfahren“ bezieht. Forfolks ist auf vielen Ebenen voller Anspielungen auf die Abstammung, notierte Jesper Nøddeskov.
Forfolks ist Parkers zweites Solo-Gitarrenalbum, das erste war Slight Freedom (Eremite, 2016). Auf dem Soloalbum spielte Parker Stücke, die unter anderem auf Standards („My Ideal“, „Ugly Beauty“) und Stücken aus seinem Wirken mit den Gruppen Isotope 217 und Tortoise („La Jetée“) basieren.

## Titelliste
- Jeff Parker: Forfolks (International Anthem Recording Company IARC0052, Nonesuch IARC0052)[2]

1. Off Om 1:21
2. Four Folks 5:34
3. My Ideal (Leo Robin, Richard A. Whiting) 3:10
4. Suffolk 7:38
5. Flour of Fur 3:08
6. Ugly Beauty (Thelonious Monk) 3:24
7. Excess Success 10:53
8. La Jetée 4:11

Wenn nicht anders vermerkt, stammen die Kompositionen von Jeff Parker.

## Rezeption

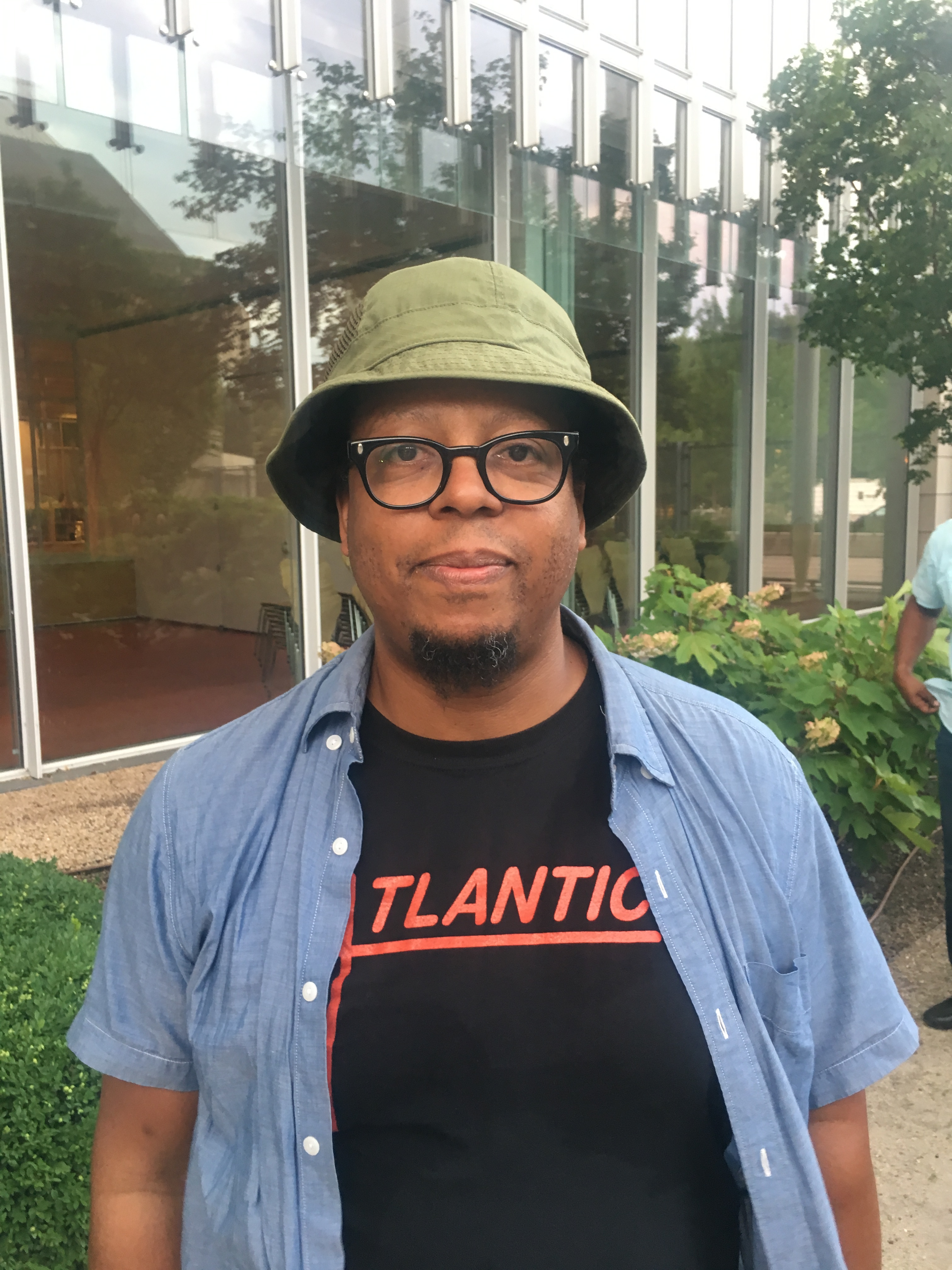
Jeff Parker (2018)

Das Album erhielt seitens der Musikkritik durchweg positive Rezensionen; mit Forfolks habe sich die einzigartige Vision des Künstlers vollständig realisiert, lobte Karl Ackermann in All About Jazz.
Dieses Album klingt und wirkt, als hätten sich Steve Reich, Thelonious Monk, Charlie Haden und Jan Jelinek dazu verabredet, Experimente mit einer Jazzgitarre anzustellen, schrieb Josef Engels in Jazz thing über Forfolks. Hier würden sich Klangerkundungen mit Volksliedhaftem, Jazzhistorischem und Seriellem zu einem faszinierenden Amalgam vermischen. Gleichzeitig „radikal avantgardistisch und bescheiden geerdet“ lasse Parker Frequenzschwingungen zu krummen Loops und behutsamen Veränderungen der Effekt-Einstellungen tänzeln. Parker spiele nicht Gitarre, sondern atme sie.
Parkers drittes Soloalbum sei „ein meditatives Juwel“, das mit dem ausgefeilteren Stil seiner beiden vorherigen Veröffentlichungen bricht, schrieb Kitty Empire im Guardian. Auf Forfolks verzichte Parker auf Kollaborateure und setze stattdessen auf selbstzitierende Loops und minimalistisch eingesetzte Sologitarre – impressionistische Verschmierungen von Tönen, die sich im Raum zwischen Jazz, Ambient und der täglichen Praxis bewegten, in aller Stille eine Melodie für sich selbst zu entwerfen.
Hier würde es dekonstruierte Interpretationen des Standards „My Ideal“ und Thelonious Monks „Ugly Beauty“ geben, beide erfüllt von forschender Ruhe. Im Schlusstrack, „La Jetée“, kehre Parker zu „Jetty“ von Tortoise (1998) und der Iteration von Isotope 217 (1997) zurück.
Forfolks präsentiert Jeff Parker allein, aber es sei eine selbstlose Aussage, meint Jesper Nøddeskov in Pop Matters. Hier gedeihe die Musik, wie das Leben, in der Zusammenarbeit, und der Kontext ist alles. „Alte und neue Melodien und Jazzstandards gedeihen in einem Gleichgewicht, in dem sie aufeinander verweisen und sich gegenseitig kommentieren. Musikalische und familiäre Abstammung fließen zusammen. Hier existiert jedes aufgrund des anderen.“ Auf Forfolks sei die Musik ein gemeinsames Bewusstsein, das sich noch lange nach den Schlusstönen weiter ausdehnt. „Wie die Entfaltung des Stammbaums. Du bist nicht allein und die Musik gehört dir nie allein“.

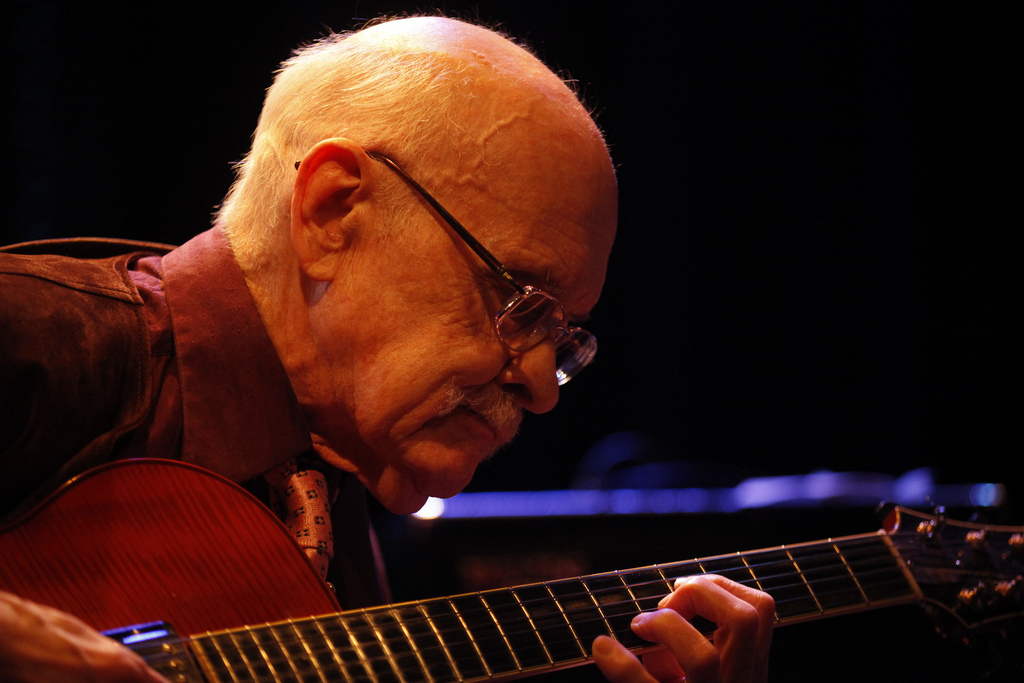
Jim Hall

Forfolks beschwört ein Who’s Who der Jazzgitarre herauf, zum Beispiel enthusiastische Wiederholungen wie bei Wes Montgomery, schrieb Grayson Haver Currin in Pitchfork Media. Seine prägnanten Linien würden sich mit der mühelosen Anmut Grant Greens bewegen. Wenn man hört, wie Parker sich in seine Solorolle einfügt, komme einem der ähnlich einzigartige Ton Jim Halls in den Sinn, der immer von der ersten Note an erkennbar ist.
Darüber hinaus habe der Mischtechniker Graeme Gibson darauf geachtet, diese Stücke nicht aufzuräumen, so Currin weiter. Es gibt Fuzz, Rauschen und Raumklang, sodass „Forfolks“ tatsächlich wie ein Relikt aus einer anderen Zeit klinge. Aber so wie Parker die Grenzen zwischen seinen Loops und seinen Improvisationen verschwimmen lässt, erhalte Forfolks  als Ganzes seine Kraft dadurch, dass die Unterscheidung zwischen Zeitgenössischem und Klassischem verschwimme. Die Spiele, die Parker mit Rhythmus und Wiederholung spiele, wirkten wie eine Grenze, ein Vorschlag für neue Räume, die es für Sologitarristen zu erkunden gelte, die Minimalismus, Drone und Elektronik verpflichtet seien. Es gebe dafür kein besseres Beispiel als „Excess Success“, das Epos des Albums.